# 北相馬郡
北相馬郡（日语：／ Kitasōma gun */?）是茨城縣的一郡。人口18,734人、面積24.90km²（2005年3月1日）。
現轄有以下1町。

## 沿革
- 1878年7月22日 - 制定郡區町村編制法。
- 1889年4月1日 - 町村制施行，北相馬郡有取手町、守谷町、相馬町、布川町等4町21村成立。（4町21村）
- 1896年3月29日 - 長崎村自筑波郡移出。（4町20村）
- 1947年3月13日 - 井野村編入取手町。（4町19村）
- 1954年3月20日 - 川原代村、北文間村編入稻敷郡龍崎町（龍ケ崎町）。龍崎町因應同日市制的施行，改制為龍崎市（龍ケ崎市）。（4町17村）
- 1954年3月21日 - 高須村的一部份編入龍崎市（龍ケ崎市）。

- 利根町